# Герлинці
Герлинці (словен. Gerlinci) — поселення в общині Цанкова, Помурський регіон, Словенія. Висота над рівнем моря: 342,5 м.